# Ольшанка (Мордовия)
Ольшанка — посёлок в Ельниковском районе Мордовии. Входит в состав Надеждинского сельского поселения.

## История
Основан в 1920-е годы. По данным на 1931 год посёлок входил в состав Алексеевского сельсовета и состоял из 24 дворов.

## Население
| 2002 | 2010 |
| ---- | ---- |
| 15   | ↗20  |

Национальный состав
Согласно результатам Всероссийской переписи населения 2002 года, в национальной структуре населения русские составляли 60 %, мордва — 40 %.